# جاك فولتون
جاك فولتون (بالإنجليزية: Jack Fulton)‏ هو كاتب أغاني أمريكي، ولد في 13 يونيو 1903 في فيليبسبورغ سنتر مقاطعة في الولايات المتحدة، وتوفي في 13 نوفمبر 1993 في سان دييغو في الولايات المتحدة.

## وصلات خارجية
- جاك فولتون على موقع IMDb (الإنجليزية)
- جاك فولتون على موقع ميوزك برينز (الإنجليزية)
- جاك فولتون على موقع أول ميوزيك (الإنجليزية)
- جاك فولتون على موقع ديسكوغز (الإنجليزية)
- جاك فولتون على موقع قاعدة بيانات الفيلم (الإنجليزية)